# 肖海亮
肖海亮（1977年1月24日—），安徽金寨人。中国男子跳水运动员。

## 运动生涯
肖海亮出生于湖北省武汉市，5岁开始学习跳水运动，9岁从湖北跳水学校选入跳水队，12岁参加全国乙级跳水冠军赛，获得男子1米板、10米跳台和全能3项亚军。在1996年亚特兰大奥运会上获得男子10米跳台季军。此后，由于视网膜穿孔，肖海亮改练3米跳板项目。
1999年4月15日，肖海亮在济南全国跳水冠军赛上，头部意外碰到跳板前端，引致当场休克和短暂性失明，但他在受伤15天后便重新投入训练，最终顺利获得随后一年的奥运会参赛资格。在2000年悉尼奥运会上，肖海亮与熊倪合作，获得男子双人3米跳板冠军。

## 退役生活
2001年，肖海亮退役，出任湖北省跳水学校校长，其后又担任《湖北日报》传媒集团特约记者。
2005年，肖海亮转行成为武汉富隆酒窖总经理。2009年12月当选武汉市青年联合会副主席。